# 인천 서구청장 선거
인천 서구청장 선거는 인천광역시 서구의 구청장을 선출하는 선거이다.

## 역대 민선 서구청장·서해구청장

### 역대 민선 서구청장
| 선거   | 정당 | 정당           | 구청장 |
| ------ | ---- | -------------- | ------ |
| 1995년 |      | 민주당         | 권중광 |
| 1998년 |      | 새정치국민회의 | 박현양 |
| 2002년 |      | 한나라당       | 이학재 |
| 2006년 |      | 한나라당       | 이학재 |
| 2008년 |      | 통합민주당     | 이훈국 |
| 2010년 |      | 민주당         | 전년성 |
| 2014년 |      | 새누리당       | 강범석 |
| 2018년 |      | 더불어민주당   | 이재현 |
| 2022년 |      | 국민의힘       | 강범석 |

### 역대 민선 서해구청장
| 선거   | 정당 | 정당 | 구청장 |
| ------ | ---- | ---- | ------ |
| 2026년 |      |      |        |

## 역대 선거 결과

### 제1회 전국동시지방선거
|  | 38.78% |

|  | 33.14% |

|  | 20.55% |

|  | 7.51% |

### 제2회 전국동시지방선거
|  | 46.94% |

|  | 39.70% |

|  | 13.34% |

### 제3회 전국동시지방선거
|  | 43.90% |

|  | 29.21% |

|  | 15.24% |

|  | 11.63% |

### 제4회 전국동시지방선거
|  | 63.06% |

|  | 17.49% |

|  | 10.12% |

|  | 9.30% |

### 2008년 대한민국 재보궐선거
이학재 구청장의 사임으로 인해 치러진 2008년 대한민국 재보궐선거에서 통합민주당 이훈국 후보가 당선되었다.

### 제5회 전국동시지방선거
|  | 46.01% |

|  | 44.40% |

|  | 7.38% |

|  | 2.19% |

### 제6회 전국동시지방선거
|  | 51.43% |

|  | 45.11% |

|  | 3.45% |

### 제7회 전국동시지방선거
|  | 63.58% |

|  | 28.73% |

|  | 6.26% |

|  | 1.41% |

### 제8회 전국동시지방선거
|  | 51.17% |

|  | 48.82% |